# 모바일 광고
모바일 광고(Mobile-)는 스마트폰 등의 휴대 전화 기기를 통해 광고를 하는 것을 의미한다. 모바일 마케팅의 일종이다. 모바일 광고는 SMS를 통한 텍스트 광고 또는 모바일 웹사이트에 삽입된 배너 광고로 게재될 수 있다.
2014년 미국 모바일 앱 설치 광고는 전체 모바일 광고 수익의 30%를 차지했으며 2016년에는 46억 달러, 2019년 말에는 68억 달러를 넘어설 것으로 추산된다. 모바일 광고를 구매할 수 있는 다른 방법으로는, 광고 노출이 광고 교환에서 실시간으로 구매되는 모바일 수요측 플랫폼이다. 또 다른 보고서에 따르면 전 세계 모바일 디지털 광고 지출은 2018년 1,850억 달러, 2019년 2,170억 달러, 2020년 2,470억 달러에 이를 것으로 나타났다.

## 핸드셋 디스플레이 및 일치 광고 이미지
수백 개의 핸드셋이 시장에 나와 있으며 이들은 화면 크기별로, 지원되는 기술별로 다르다. (예: MMS, WAP 2.0) 컬러 이미지의 경우 PNG, JPEG, GIF, BMP와 같은 포맷들이 일반적으로 지원되며, 그 외에 모노크롬 WBMP 포맷도 지원된다. 다음은 각 유형별 다양한 핸드셋 화면 크기와 권장되는 이미지 크기의 개요를 제공한다.
| 핸드셋  | 대략적인 핸드셋 화면 크기 (px W x H) | 예시가 되는 핸드셋                                         | 광고 유닛 | 광고 크기 (화소) |
| ------- | ------------------------------------ | ---------------------------------------------------------- | --------- | ---------------- |
| X-Large | 320 x 320                            | Palm Treo 700P, Nokia E70                                  | X-Large   | 300 x 50         |
| Large   | 240 x 320                            | Samsung MM-A900, LG VX-8500 Chocolate, Sony Ericsson W910i | Large     | 216 x 36         |
| Medium  | 176 x 208                            | Motorola RAZR, LG VX-8000, Motorola ROKR E1                | Medium    | 168 x 28         |
| Small   | 128 x 160                            | Motorola V195                                              | Small     | 120 x 20         |

출처: 모바일 마케팅 협회(Mobile Marketing Association)